# قوة الطوارئ الثانية التابعة للأمم المتحدة
قوة الطوارئ الثانية التابعة للأمم المتحدة (بالإنجليزية: United Nations Emergency Force - UNEF II) هي ثاني قوة لحفظ السلام في الشرق الأوسط أنشأتها الجمعية العامة للأمم المتحدة وفقًا لقرار مجلس الأمن التابع للأمم المتحدة رقم 340 في عام 1973 للإشراف على وقف إطلاق النار بين القوات المصرية والإسرائيلية في نهاية حرب أكتوبر وبعد اتفاقية 18 يناير 1974 و 4 سبتمبر 1975، بهدف الإشراف على إعادة انتشار القوات المصرية والإسرائيلية وإدارة المناطق العازلة التي أقيمت بموجب تلك الاتفاقيات والسيطرة عليها.
تم تجديد ولاية قوة الطوارئ الثانية، التي تمت الموافقة عليها مبدئيًا لمدة ستة أشهر حتى 24 أبريل 1974، ثماني مرات. وكلما اقترب موعد انتهاء الولاية يقدم الأمين العام تقريراً إلى مجلس الأمن التابع للأمم المتحدة عن أنشطة القوة خلال فترة الولاية. وفي كل من هذه التقارير اعتبر الأمين العام استمرار وجود قوة الطوارئ الدولية الثانية في المنطقة أمرًا ضروريًا وأوصى بعد التشاور مع الأطراف، بتمديد ولايتها لفترة أخرى. وفي كل حالة، أحاط المجلس علما بتقرير الأمين العام وقرر تمديد ولاية القوة تبعا لذلك. في أكتوبر 1978 ، تم تمديد ولاية القوة للمرة الأخيرة لمدة تسعة أشهر حتى 24 يوليو 1979.
كانت منطقة العمليات التابعة للقوة تقع في قطاع قناة السويس ولاحقًا في شبه جزيرة سيناء، ويقع المقر الرئيسي في القاهرة (أكتوبر 1973 إلى أغسطس 1974) والإسماعيلية (أغسطس 1974 - يوليو 1979).